# Bemba
Bemba (także: Babemba, Wemba, Muemba) – grupa etniczna klasyfikowana w obrębie ludów Bantu, zamieszkująca tereny północnej Zambii oraz dawnej prowincji Katanga w Kongo.
W Zambii stanowią najliczniejszą grupę etniczną. Wywodzą się z ludu Luba. W tradycyjnych wierzeniach dominuje kult przodków, obecnie Bemba są w większości chrześcijanami lub wiernymi kościołów afrochrześcijańskich. Ich struktura społeczna opiera się na kilkudziesięciu matrylokalnych i matrylinearnych rodach egzogamicznych. Tradycyjnym zajęciem Bemba jest żarowa uprawa roli, obecnie także praca w kopalniach miedzi.